# Synagoge (Bar-le-Duc)

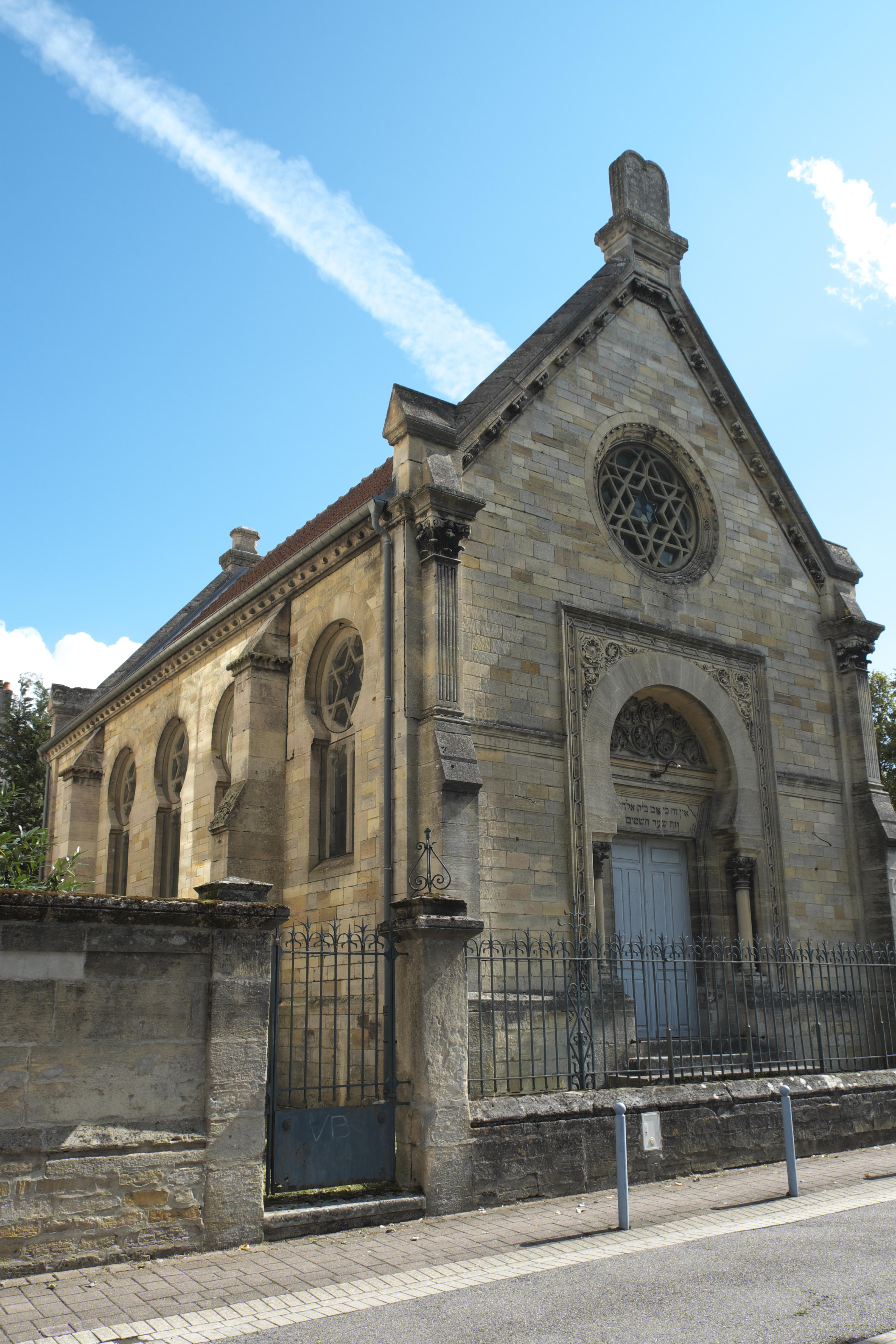
Synagoge in Bar-le-Duc

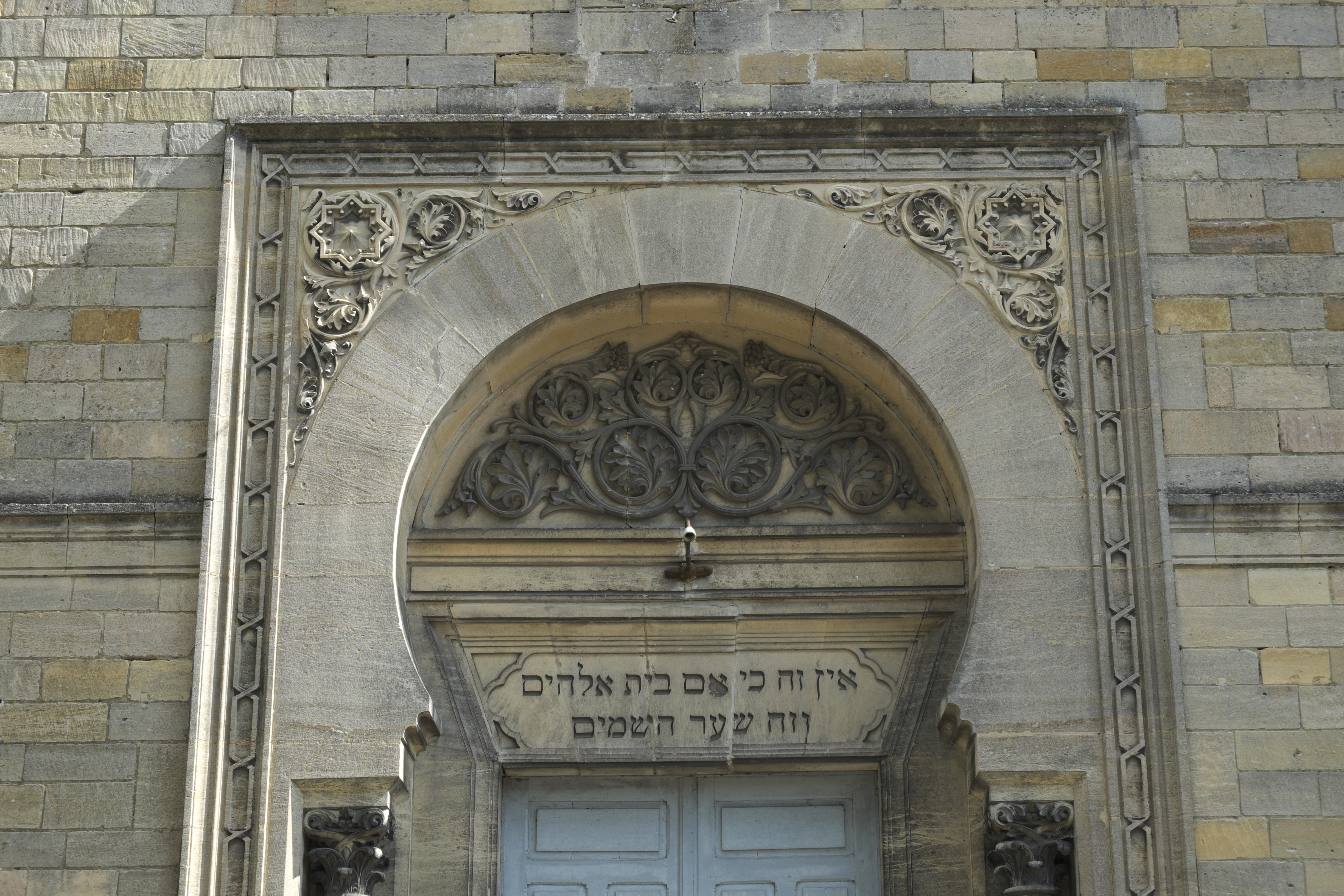
Portal

Die Synagoge in Bar-le-Duc, einer französischen Stadt in der Region Lothringen, wurde 1870/71 errichtet. Die Synagoge am Quai Sadi-Carnot Nr. 16 wurde 2013 als Monument historique klassifiziert.

## Beschreibung
Die Synagoge wurde nach Plänen des Architekten Charles Demoget im maurischen Stil erbaut. Das Gebäude aus Hausteinen wird von einem Satteldach gedeckt. Auf der Giebelspitze sind die Gesetzestafeln angebracht. Das Portal besitzt eine hebräische Inschrift. Der Hufeisenbogen über dem Portal ruht auf zwei schmalen Säulen. Die Fassade ist von einer Rosette mit Davidstern durchbrochen.